# Fernão Fernandes de Bragança
Fernão Fernandes de Bragança (m. depois de 1232), foi um nobre, militar e um importante Rico-homem do Reino de Portugal durante os reinados de Sancho I de Portugal, Afonso II de Portugal e de Sancho II de Portugal. No dealbar do conflito sucessório no reinado de Afonso II, refugiou-se em Leão, onde encontrou novos sucessos políticos. De facto, a importância da sua trajectória política fica bem patente nos vários cargos que exerceu em ambos os reinos. 

## Primeiros anos
Fernão Fernandes era filho de Fernão Pires de Bragança e de uma senhora asturiana de nome desconhecido. Era, assim, neto de Pedro Fernandes de Bragança, senhor de Bragança. Em 1192 já seria com certeza adulto, pois começa a figurar na documentação da corte com cargos públicos.

### A provável chefia familiar
Por razões que se desconhecem, parece ter sido Fernão Fernandes a suceder ao seu avô na chefia da linhagem. Pelo menos, é o que se supõe tendo em conta o seu cargo tenencial em Bragança em 1192, ainda em vida daquele.

## Na corte portuguesa
Fernão Fernandes entra na corte e nos meandros políticos ainda no final no século XII, em pleno reinado de Sancho I de Portugal, uma vez que em 1192 surge já com a sua primeira tenênciaː Bragança, uma tenência que lhe era familiar dado se localizar na sua área de influência e ter sido já exercida por outros membros da sua família. 
Em Agosto desse ano estaria já casado, pois recebe, com a sua mulher, Maria Pires, uma doação do rei de Portugal das vilas de Sezulfe, Vimioso e Mascarenhas, confirmada pelos tios, Garcia Pires de Bragança e Vasco Pires de Bragança. O próprio Fernão viria mais tarde a doar Vimioso, que ele próprio povoou, a Pedro Ponce de Leão, e Mascarenhas a um vassalo, Estêvão Rodrigues de Mascarenhas.

### Desentendimentos
Não tardou para que Fernão recebesse outros encargos tenenciaisː em 1197, já constava em fontes documentais com as tenências de Baião, Penaguião e Panoias, que lhe custaram possivelmente alguns problemas com as famílias originais dessas terrasː de facto, os Baião (em Baião-Penaguião) e os Sousa (em Panoias), detinham os cargos tenenciais dessas terras praticamente desde o período anterior à formação do Reino de Portugal. 
A sua partida, em 1204, poderia muito bem estar relacionada com estas incompatibilidadesː nesse período os Sousas detinham provavelmente a mais alta posição na corte, sendo o seu chefe, Gonçalo Mendes II de Sousa, muito próximo do monarca, e viria inclusive a ser nomeado seu testamenteiro. Desta forma, por muito que se opusesse saberia provavelmente que, combatendo os Sousas combatia também a conduta política de Sancho I. 

### A natureza do exílio braganção
O exílio era para a família de Bragança algo natural, dado que se encontrava muito ligado a Leão por diversos laços familiaresː a começar pela esposa leonesa de Mendo Fernandes I de Bragança, uma filha do próprio Afonso VI de Leão e Castela. A avó de Fernão, Fruilhe Sanches de Celanova, era galega; uma sua prima, Teresa Pires II de Bragança, era barregã do infante leonês-castelhano Afonso de Molina, e a terminar na própria mãe de Fernão, asturiana de origem. Esta rede de alianças apoiá-lo-ia bastante mais tarde, no seu procedimento de vassalagem dupla.

## Na corte leonesa
Fernão Fernandes parece ter-se exilado em Leão a partir de 1204, pois entre esse ano e 1218 está ausente da documentação curial portuguesa, contrastando com sua súbita presença nesse mesmo ano na corte leonesa. Os seus tios Garcia Pires de Bragança e Vasco Pires de Bragança desapareceram também da corte portuguesa um pouco mais tarde, em 1206. 
Fernão, naquele ano de 1204, recebeu imediatamente as tenências de Villafranca, Villa Fáfila, Zamora, Castro Nuevo e Alcañices, às quais, até 1218, viria a acrescentar as de Extremadura, Trasserra, Limia, Alba de Aliste, Castrotarafe e Sanábria. Desempenhou ainda o importante cargo de Alferes-mor, em 1211 e 1212.

### Papel político-militar em Leão
O papel de Fernão em Leão foi na verdade bastante relevanteː esteve presente na consagração definitiva da Catedral de Santiago de Compostela, em 1211, e acompanhou, em diversas ocasiões, o monarca leonês, Afonso IX de Leão, nas suas empresas militares, sendo de destacar a sua presença na célebre Batalha das Navas de Tolosa, em 1212, e nas campanhas do ano seguinte contra os muçulmanos. Os seus serviços foram recompensados por Afonso IX, que em 1214 lhe fez a importante doação de Villanova de Frarias, em agradecimento pelos serviços prestados. 
Provavelmente nesse ano de 1214, participou numa campanha de intervenção leonesa em Castela, na consequência da morte prematura de Henrique I, durante a qual atacou as vilas de Rasueros, Horcajo (em Arévalo), e Cantaracillo, chegando às portas de Ávila. 
A influência política de Fernão crescia na mesma medida do número de tenências que ia adquirindo, muitas delas com claras posições estratégicas, junto à fronteira portuguesa. À semelhança de outros membros da família, Fernão, com auxílio dos seus vassalos, dedicou-se à organização das estruturas sociais fortalecendo os laços entre a região leonesa de Zamora e a portuguesa de Trás-os-Montes.

### Presenças em Portugal durante a estadia em Leão
Apesar da sua fidelidade ao rei leonês, Fernão Fernandes ausentou-se da corte, entre 1216 e 1218, provavelmente para resolver alguns assuntos portugueses e outros de matéria pessoal, provavelmente relacionados com a sua rivalidade contra os Sousas. Esta curta ausência foi suficiente para favorecer um ataque leonês em Chaves, em 1218.

## Regresso a Portugal
O regresso a Portugal, porém, não significou o abandono da corte leonesa. Até 1222 continua documentado em Leão, revelando uma constante mobilidade fronteiriça deste aristocrata, no período 1218-1222, servindo ora o monarca leonês ora o monarca português, obtendo assim vantagens de um e do outro lado da fronteira. De facto, Fernão Fernandes não abandonou por completo os seus cargos políticos em Leão, dado que entre 1218 e 1222, ainda desempenhou cargos tenenciais nas vilas leonesas de Zamora, Benavente, Sanábria, Cabrera e Astorga, desempenhando ainda o destacado cargo de Mordomo-mor, naquele mesmo intervalo de tempo.

### O antagonismo dos Sousas e a recuperação dos cargos
Quando Fernão Fernandes regressou a Portugal, em 1218, deparou-se com um cenário bastante diferente daquele que havia deixado em 1204; convém lembrar que governava já Afonso II de Portugal, cujo violento conflito com as irmãs Mafalda, Teresa e Santa Sancha de Portugal, levara a que Gonçalo Mendes de Sousa, que fora nomeado testamenteiro de Sancho I e jurara solenemente por fazer cumprir o seu testamento, defendesse os direitos das infantas. Tal oposição levou a que Afonso, despeitado por tal oposição do Sousão, o retirasse dos cargos, levando ao exílio da família, que se refugiou em várias cortes peninsulares.
Desta forma, conhecendo a rivalidade do Braganção com aquela família, Afonso II não hesitou em devolver-lhe os cargos tenenciais que havia abandonado quando deixara Portugal. Presencia-se, assim, uma profunda alteração das relações entre a Coroa e os senhores de Bragança. Para além de receber Bragança, Fernão volta também a receber Panoias, como que um ataque velado do rei ao domínio do Sousão naquela zona. 
Contudo nem todos os Sousas parecem ter abandonado a corte portuguesa, pois Fernão alterna o seu governo em Panoias com Rodrigo Mendes de Sousa e Vasco Mendes de Sousa, este último com especial predileção pela região, pois aí usurpara vários bens e aí detinha o seu núcleo patrimonial.

### A menoridade de Sancho II e consequências
A morte prematura de Afonso II em 1223 permitiu o regresso de Gonçalo Mendes II de Sousa, aproveitando a menoridade de Sancho II de Portugal para readquirir influência. De facto, no assento da demanda entre as infantas e a coroa, estabelecida em 1223, reinando já Sancho II, afirmava a infanta-rainha Mafalda que o castelo de Montemor poderia ser entregue a oito fidalgos, entre eles Gonçalo Mendes.
Gonçalo consegue novamente o cargo de Mordomo-mor em dezembro de 1224, mantendo-se depois na corte sem o cargo até 1226, e fica à frente do governo de várias tenências, sobretudo na região da Beira, às quais terá acedido por morte do cunhado, Lourenço Soares de Ribadouro.
No que pareceu ser um acordo entre as partes, Fernão Fernandes acedeu à Alferesia-mor em 1225, estando ainda o Sousão presente na corte. Contudo, no ano em que Gonçalo Mendes se afasta da corte, o Braganção parece quebrar este acordo, deixando o cargo público e retomando o governo de Panoias, mantendo-se ali até 1229, data em que provavelmente terá sido expulso por influência dos Sousas. Circunscrevendo a sua influência às terras primordiais, Fernão continuou a surgir em documentação curial até 1232.

## Gestão fundiária
Fernão Fernandes parece ter sido senhor de várias propriedades em Trás-os-Montes, Zamora e Sanábria. A influência indisputada de Fernão Fernandes levou a que se tornasse num os mais importantes aristocratas entre fronteiras, expandindo o seu poder e domínio às custas de serviços em Portugal e Leão. À semelhança do seu antepassado, Mem Fernandes II de Bragança, Fernão aproveitou a importância estratégica destes domínios, e o grande contacto das estruturas sociais laicas e eclesiásticas, e o facto de ser parente de ambas as famílias reais para sustentar a sua posição social, construindo ao mesmo tempo um património fronteiriço considerável. 
Na região transmontana, conhecem-se alguns dados importantes. Possuiu a vila de Ifanes, embora não haja certezas se foi consequência de uma doação ou de uma usurpação. Povoando esta vila, doou-a ao mosteiro leonês de Moreruela, que se revelaria uma das entidades mais beneficiadas pelo aristocrataː de facto, em 1204, Fernão doa uma importante soma de dinheiro e terras a Moreruela, e as Inquirições dão conta que posse da igreja e da vila de Braciosa se encontrava dividida entre o mosteiro leonês e a Ordem do Hospital, por doação daquele nobre. 

### Povoamento de Trás-os-Montes
Fernão Fernandes, provavelmente durante a sua estadia em Leão, terá encorajado a instalação de várias famílias leonesas em Trás-os-Montes, por forma a remediar a escassa população que aí habitava, sendo um importante exemplo o do trovador Fernão Gonçalves de Seabra (ou de Sanábria) e da sua família. Também as várias doações de terras transmontanas a Moreruela ajudou no processo de integração do mosteiro leonês no cenário fundiário transmontano. 

## Morte e posteridade
Fernão Fernandes desapareceu do cenário político em 1232, tendo falecido provavelmente pouco depois desta data.
Depois da morte de Fernão Fernandes, apenas um outro Braganção teria uma influência destacadaː Fernão Garcia de Bragança, seu primo, filho de Garcia Pires de Bragança, seria o último da família a exercer um cargo curial. 

## Matrimónios e descendência
Fernão Fernandes de Bragança desposou uma senhora de nome Maria Pires. Apesar de não se documentarem filhos deste casal, há, sem certezas, um nobre que se poderia encaixar nesta filiação, dados os bens que deteve no julgado de Bragançaː
- Lopo Fernandes de Bagueixe[11], com posses em Bragança[2], pai deː
  - Pedro Lopes de Bagueixe[11], mencionado nas Inquirições de 1258 como possuidor de uma quinta e aldeia honradas no mesmo julgado[2].